# آلومینات

نمایی از ساختار تتراهیدروکسوآلومینات، که نوعی از آلومینات‌ها است.

آلومینات ترکیبی شامل یکی از اکسی‌آنیون‌های آلومینیم مانند سدیم آلومینات است. واژهٔ آلومینات در اصل پسوندی است که به یک یون چنداتمی با مرکزیت اتم آلومینیم گفته می‌شود.